# 牙籤

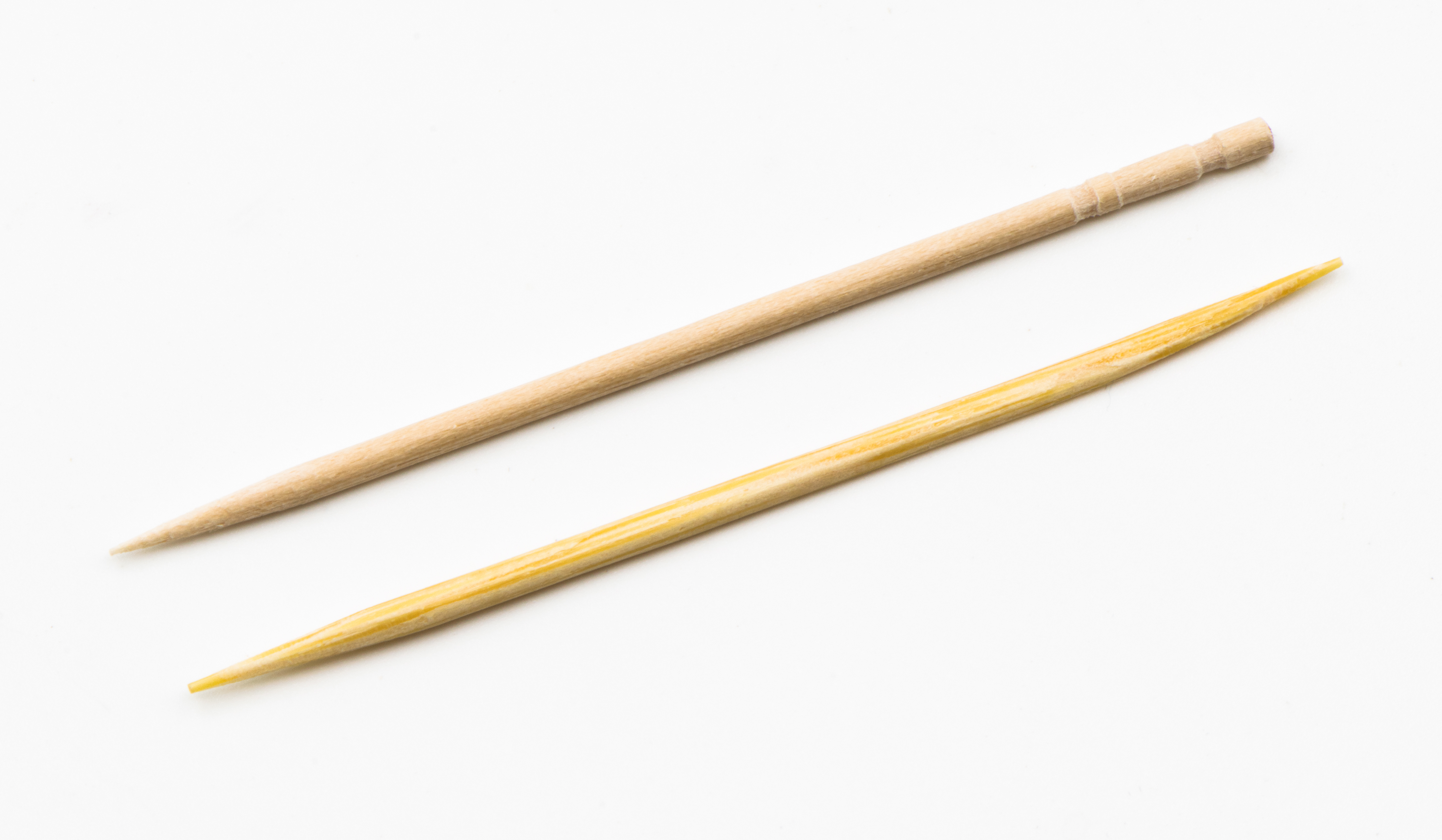
單頭牙籤(上)雙頭牙籤(下)

牙籤，中國古代時稱為剔牙籤，是一根小木片、細竹棒或細金屬棒，用來在飯後清理牙縫的工具，亦可做為餐叉的替代品刺取食物送入口中之用。
春秋戰國時代書籤以象牙製成，稱為牙黎，類似牙籤，或在頂端打洞，繫上絲繩。唐代已有書籤或牙籤之名

## 歷史
牙籤正確歷史至今仍無定論，但考古學家曾在史前人的牙齒中發現類似使用牙籤的凹痕，亦曾在牙縫間發現小竹簽的殘餘。原人茹毛饮血，吃的是生肉，肉屑經常附著在牙齿上，很可能用骨头、鱼刺等剔除肉渣。考古学家曾在公元前3000年美索不达米亚国王墓穴时，发现了金式的牙籤。
1954年，中國洛阳市的一座古墓里出土了8枚戰國時代的骨质牙籤。《礼记·曲礼上》有云：“毋刺齿”，意思是說“吃饭时剔牙齿，沒禮貌”，这是中國文獻中最早關於剔牙的记載。西晋陆云在《与兄平原书》信中提到牙籤：“近日复案行曹公器物，取其剔齿殲一个，今送以见兄。”信中提到曹操使用“剔齿殲”即是今日的剔牙用的牙籤；要提醒的一點是中國古代也有“牙籤”一詞，其實是指書籤，如唐朝韩愈《送诸葛亮觉往随州读书》云：“邺侯家书多，插架三万轴。一一是牙签，新若手未触”。中國的牙籤大都是用竹子作的，特別是柳木，故牙籤又名柳杖，《清朝野史大观》提到：“席间之柳木牙签，一钱可购十数枚，……”，何耳的《燕台竹枝词》有《柳木牙签》：“取材堤畔削纤纤，一束将来市肆筵。好待酒阑宾未散，和盘托出众人拈。”。可知在道光、咸豐年间，已经有专门从事製造與銷售牙籤的行業。過去中國所用的牙籤除竹、木外，有些是金屬甚至是象牙做的。牙籤與牙籤包裝也是某些收藏家的特殊喜好。此外，亞洲使用的牙籤往往比歐美使用的牙籤要來的尖細。

## 現代牙籤
在美國，第一家提供牙籤的餐廳是在麻州波士頓的海鮮餐廳「聯合牡蠣屋」Union Oyster House，這家餐廳也是美國最老的餐廳之一。牙籤有可能是某些哈佛學生「發明」的，發明牙籤的企業家在當時很明顯的企圖以哈佛學生最為最佳客戶，甚至於付錢讓哈佛學生在該餐廳吃飯，只為了讓他們試用牙籤。
美國的第一台牙籤製造機專利是1872年2月20日由麻薩諸塞州Granville市發明家Silas Noble和J. P. Cooley所申請成功的。而美國的緬因州自稱為世界牙籤製造之王，宣稱世界上有90%的牙籤都產自緬因州（年產量約五百億根的牙籤，使得緬因州人有綽號為「大吃客（Down-Eaters）」）。此外，牙籤也是美國人食道噎塞的主要物品之一。
今日由於環保意識的提升，牙籤製造商漸漸的不用木頭來製作牙籤，而是使用一些可食用或可分解的材料來製作。如澱粉性塑料等。

## 功效
牙籤不能取代刷牙，對牙縫的清潔效果也遠不如使用牙線，而且尖銳的牙籤容易使牙肉受傷，造成出血和發炎，所以牙醫並不建議使用牙籤清潔牙齒。要預防蛀牙及牙周病，應每天早晚刷牙及使用牙線清潔牙齒。